# دارکوب نوک‌عاجی
دارکوب نوک‌عاجی (نام علمی: Campephilus principalis) نام یک گونه از تیره دارکوب است.